# Her Double Life
Her Double Life é um filme mudo norte-americano de 1916, do gênero drama, dirigido por J. Gordon Edwards e estrelado por Theda Bara. É baseado na história "The New Magdalen", de Mary Murillo, que também escreveu o roteiro.
Her Double Life foi lançado no Brasil com o título Traição em 25 de setembro de 1916, no Cinema Iris.

## Elenco

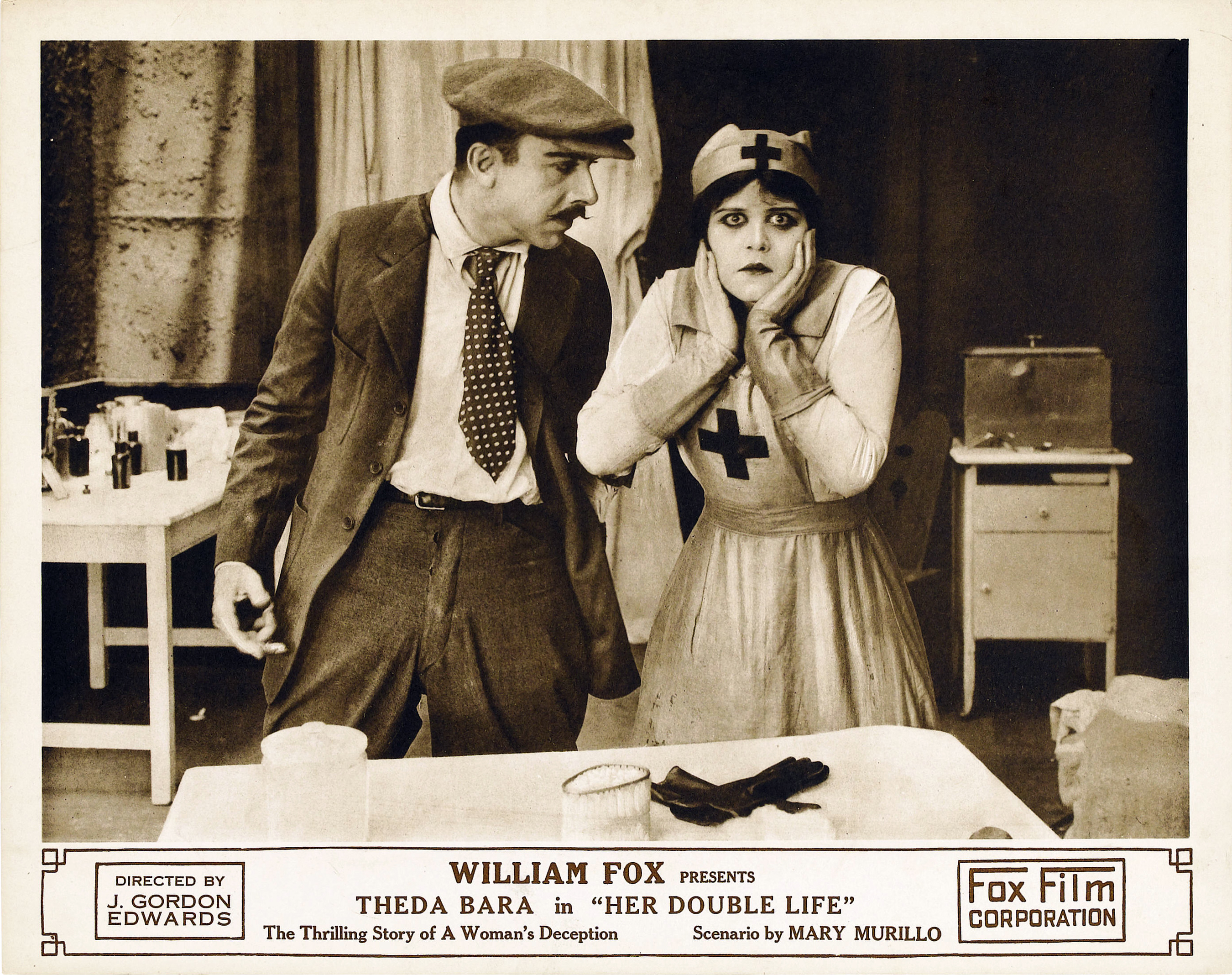
Stuart Holmes and Theda Bara in Her Double Life

- Theda Bara – Mary Doone
- Franklyn Hanna – Doutor
- Stuart Holmes – Lloyd Stanley
- Walter Law – estivador
- Carey Lee – esposa do estivador
- Jane Lee
- Katherine Lee – filha do estivador
- Madeleine Le Nard – Ethel Wardley
- Lucia Moore – Lady Wardley
- A. H. Van Buren – Elliot CliffordStuart Holmes and Theda Bara in Her Double Life

## Status de preservação

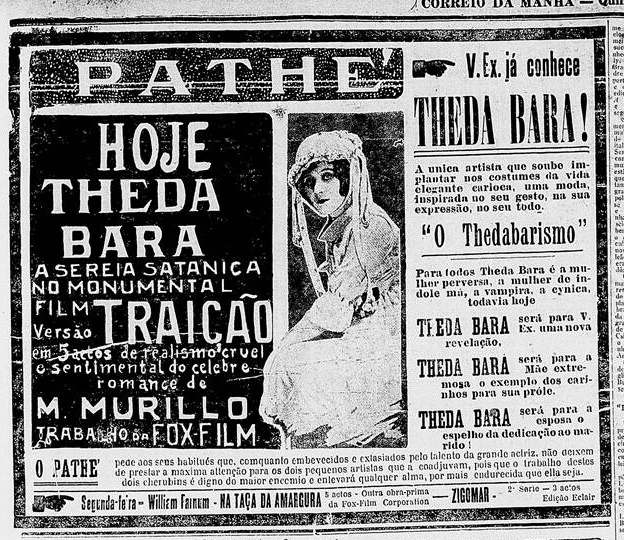
Propaganda do filme Traição (Her Double Life) na revista Correio da Manhã (RJ) no Brasil.

O filme atualmente é considerado perdido.